# Collierville (Tennessee)
Collierville es un pueblo ubicado en el condado de Shelby en el estado estadounidense de Tennessee. En el Censo de 2010 tenía una población de 43.965 habitantes y una densidad poblacional de 577,14 personas por km².

## Geografía
Collierville se encuentra ubicado en las coordenadas 35°3′24″N 89°41′35″O / 35.05667, -89.69306. Según la Oficina del Censo de los Estados Unidos, Collierville tiene una superficie total de 76.18 km², de la cual 75.86 km² corresponden a tierra firme y (0.41%) 0.31 km² es agua.

## Demografía
Según el censo de 2010, había 43.965 personas residiendo en Collierville. La densidad de población era de 577,14 hab./km². De los 43.965 habitantes, Collierville estaba compuesto por el 79.69% blancos, el 10.85% eran afroamericanos, el 0.16% eran amerindios, el 7.1% eran asiáticos, el 0.03% eran isleños del Pacífico, el 0.89% eran de otras razas y el 1.28% pertenecían a dos o más razas. Del total de la población el 2.62% eran hispanos o latinos de cualquier raza.